# Iarucanga capillacea
Iarucanga capillacea là một loài bọ cánh cứng trong họ Cerambycidae.